# Poborze

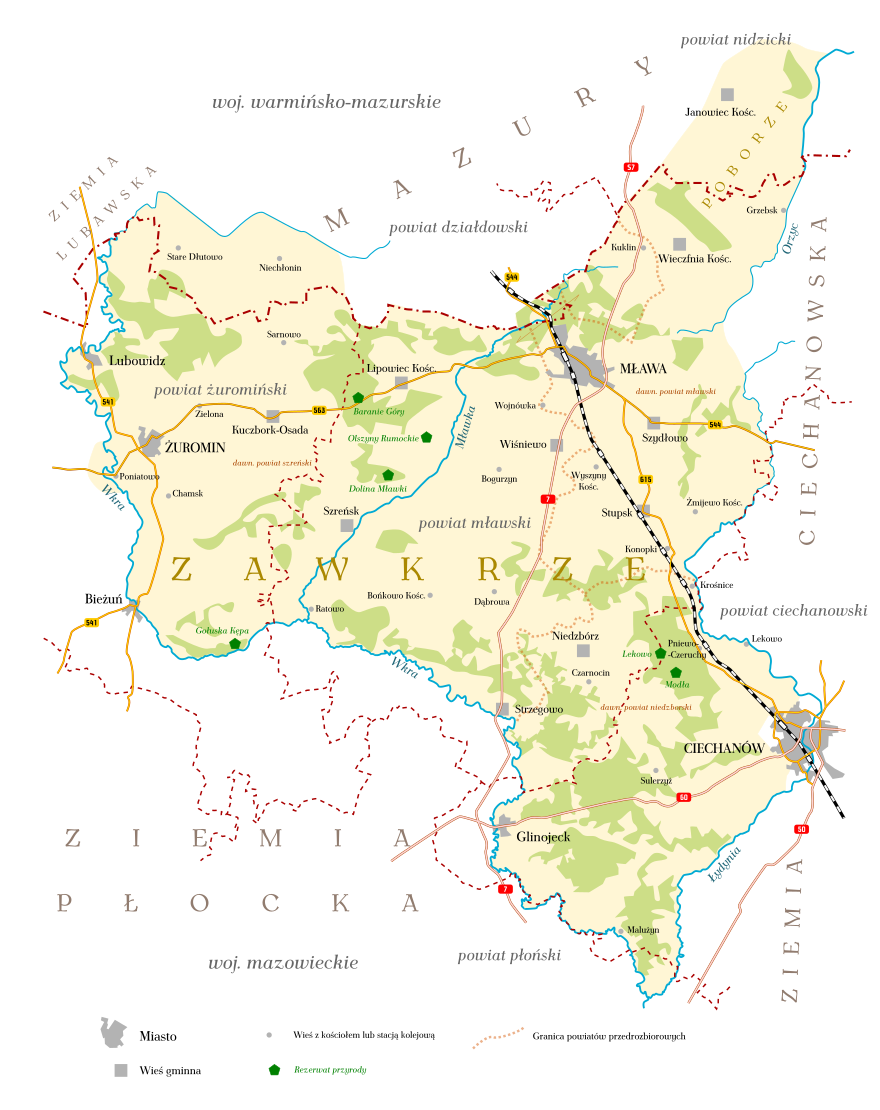
Mapa Zawkrza z zaznaczonym Poborzem

Poborze lub Poboże – mały region etnograficzny na północnym Mazowszu z ośrodkiem w Janowcu Kościelnym, stanowiący północną część ziemi zawkrzeńskiej. 
Obszar Poborza niewiele przekraczający 140 km² zamieszkiwany jest przez potomków szlachty zaściankowej. Licząca ok. 3700 osób populacja Poborzan mieszka w parafii w Janowcu Kościelnym w gminie Janowiec Kościelny oraz w części parafii w Grzebsku w gminie Wieczfnia Kościelna. Teren ten zawiera się w rozwartym trójkącie, którego północno-zachodni wierzchołek stanowi wieś Górowo-Trząski położona na południowy wschód od Nidzicy. Od wschodu Poborze oddziela od reszty północnego Mazowsza rzeka Orzyc z granicznymi punktami regionu wsią Szczepkowo-Giewarty na północy i okolicami Grzebska na południu. Zasiedlenie nastąpiło pomiędzy XIII a XV wiekiem i miało charakter obronny związany z granicą mazowiecko-pruską (później mazowiecko-krzyżacką), stąd szlachecka proweniencja mieszkańców, którzy byli osiedlani rodami na prawie rycerskim w jednej okolicy. 
Do współczesności zachował się charakterystyczny dla tzw. szlacheckich okolic zaściankowych charakter zabudowy z przysiółkami. Do dziś również występują gniazda rodowe, czyli wsie, w których wszyscy mieszkańcy mają to samo nazwisko i występuje u nich poczucie rodowości i przynależności szlacheckiej. Zachowali elementy obyczajowości i świadomości swoich przodków, a także poczucie odrębności, przeradzające się często w poczucie wyższości wobec nieszlacheckich sąsiadów.